# Seznam dílů seriálu Američtí bohové
Toto je seznam dílů seriálu Američtí bohové. Americký dramatický televizní seriál Američtí bohové měl premiéru na stanici Starz.

## Přehled řad
| Řada | Díly | Premiéra v USA  | Premiéra v USA  |
| Řada | Díly | První díl       | Poslední díl    |
| ---- | ---- | --------------- | --------------- |
| 1    | 8    | 30. dubna 2017  | 18. června 2017 |
| 2    | 8    | 10. března 2019 | 28. dubna 2019  |
| 3    | 10   | 10. ledna 2021  | 21. března 2021 |

## Seznam dílů

### První řada (2017)
| Č. v seriálu | Č. v řadě | Původní název            | Režie             | Scénář                                           | Premiéra v USA  |
| ------------ | --------- | ------------------------ | ----------------- | ------------------------------------------------ | --------------- |
| 1            | 1         | The Bone Orchard         | David Slade       | Bryan Fuller a Michael Green                     | 30. dubna 2017  |
| 2            | 2         | The Secret of Spoons     | David Slade       | Michael Green a Bryan Fuller                     | 7. května 2017  |
| 3            | 3         | Head Full of Snow        | David Slade       | Bryan Fuller a Michael Green                     | 14. května 2017 |
| 4            | 4         | Git Gone                 | Craig Zobel       | Michael Green a Bryan Fuller                     | 21. května 2017 |
| 5            | 5         | Lemon Scented You        | Vincenzo Natali   | David Graziano                                   | 28. května 2017 |
| 6            | 6         | A Murder of Gods         | Adam Kane         | Seamus Kevin Fahey, Michael Green a Bryan Fuller | 4. června 2017  |
| 7            | 7         | A Prayer for Mad Sweeney | Adam Kane         | Maria Melnik                                     | 11. června 2017 |
| 8            | 8         | Come to Jesus            | Floria Sigismondi | Bekah Brunstetter, Michael Green a Bryan Fuller  | 18. června 2017 |

### Druhá řada (2019)
| Č. v seriálu | Č. v řadě | Původní název                | Režie                      | Scénář                                 | Premiéra v USA  |
| ------------ | --------- | ---------------------------- | -------------------------- | -------------------------------------- | --------------- |
| 9            | 1         | House on the Rock            | Christopher J. Byrne       | Jesse Alexander a Neil Gaiman          | 10. března 2019 |
| 10           | 2         | The Beguiling Man            | Frederick E.O. Toye        | Tyler Dinucci a Andres Fischer-Centeno | 17. března 2019 |
| 11           | 3         | Muninn                       | Deborah Chow               | Heather Bellson                        | 24. března 2019 |
| 12           | 4         | The Greatest Story Ever Told | Stacie Passon              | Peter Calloway a Aditi Brennan Kapil   | 31. března 2019 |
| 13           | 5         | The Ways of the Dead         | Salli Richardson-Whitfield | Rodney Barnes a Andres Fischer-Centeno | 7. dubna 2019   |
| 14           | 6         | Donar the Great              | Rachel Talalay             | Adria Lang                             | 14. dubna 2019  |
| 15           | 7         | Treasure of the Sun          | Paco Cabezas               | Heather Bellson                        | 21. dubna 2019  |
| 16           | 8         | Moon Shadow                  | Christopher J. Byrne       | Aditi Brennan Kapil                    | 28. dubna 2019  |

### Třetí řada (2021)
| Č. v seriálu | Č. v řadě | Původní název                   | Režie           | Scénář                           | Premiéra v USA  |
| ------------ | --------- | ------------------------------- | --------------- | -------------------------------- | --------------- |
| 17           | 1         | A Winter's Tale                 | Jon Amiel       | David Paul Francis               | 10. ledna 2021  |
| 18           | 2         | Serious Moonlight               | Julian Holmes   | Moises Verneau                   | 17. ledna 2021  |
| 19           | 3         | Ashes and Demons                | Thomas Carter   | Anne Kenney                      | 24. ledna 2021  |
| 20           | 4         | The Unseen                      | Eva Sørhaug     | Nick Gillie                      | 31. ledna 2021  |
| 21           | 5         | Sister Rising                   | Nick Copus      | Damian Kindler                   | 14. února 2021  |
| 22           | 6         | Conscience of the King          | Mark Tinker     | Aric Avelino                     | 21. února 2021  |
| 23           | 7         | Fire and Ice                    | Rachel Goldberg | Anne Kenney a David Paul Francis | 28. února 2021  |
| 24           | 8         | The Rapture of Burning          | Tim Southam     | Holly Moyer                      | 7. března 2021  |
| 25           | 9         | The Lake Effect                 | Metin Hüseyin   | Laura Pusey a Damian Kindler     | 14. března 2021 |
| 26           | 10        | Tears of the Wrath-Bearing Tree | Russell Fine    | Laura Pusey a Ryan Spencer       | 21. března 2021 |